# Ordubad
Ordubad ( azeri: Ordubad) é um dos cinqüenta e nove rayones de Azerbaijão, se encontra localizado na República Autônoma de  Naquichevão. A cidade capital é a cidade de Ordubad, é a segunda maior cidade dentro de Najichevan.

## História
Escavações de arqueólogos russos mostraram restos datando do século IV. O nome da cidade mescla o elemento persa bad ("cidade") com o turco ordu, o que sugere fundação pelo Império Mongol ou o Ilcanato. O viajante francês Jean Saint-Martin diz que o assentamento já existia desde o século XIV. Foi capturada dos Safávidas pelo Império Otomano, após massacre que levou os otomanos a decidirem por não cobrar impostos da população local.

## Território e População
Possui uma superfície de 970 quilômetros quadrados, os quais são o lugar de uma população composta por umas 40.600 pessoas. Por onde, a densidade populacional se eleva a cifra dos 41,9 habitantes por cada quilômetro quadrado de este rayon.